# Víceprvková náprava
Víceprvková náprava je typ nápravy typicky používané pro nezávislé odpružení. Má tři nebo více příčných a jedno či více podélných ramen. Tato ramena nemají stejnou délku a mohou se odklánět od svého "zjevného" směru.
Typicky má každé rameno na každém svém konci kulový nebo pružný kloub. V důsledku toho jsou ramena zatěžována v podélném směru, tedy v tahu nebo tlaku, ale nikoli v ohybu. Některé víceprvkové nápravy používají vlečená ramena nebo A-ramena, mající na jednom z konců dva klouby.
Na přední nápravě je jedno z příčných ramen nahrazeno tyčí spojující převodovou skříň nebo převodku řízení se závěsem kola.
V zájmu jednoduššího pochopení se obvykle uvažuje funkce ramen v každé z tří pravoúhlých rovin.

## Půdorysný pohled
Ramena obvykle zajišťují vhodnou vzdálenost pro hnací hřídele a řídicí tyče. K tomu je potřeba dvojice podélně oddělených ramen.

## Přední pohled
Ramena zajišťují optimální odklon kola, částečně v tom ohledu, že se odklon mění podle toho, jak se kolo pohybuje nahoru a dolů.

## Boční pohled
Ramena reagují na hnací a brzdnou zátěž, obvykle prostřednictvím podélného spoje. Také ovládají záklon rejdového čepu. Je ovšem potřeba řešit též brzdný točivý moment - buď pomocí druhého podélného spoje nebo otáčením závěsu, které vychyluje příčná ramena z roviny, takže jim umožňuje reagovat na rotační síly, anebo pomocí tuhého ukotvení podélného ramena k závěsu.

## Výhody víceprvkové nápravy
Víceprvková náprava umožňuje konstruktérovi, aby měl vůz jak kvalitní jízdní vlastnosti, tak dobrou ovladatelnost.
V nejjednodušší formě je víceprvková náprava pravoúhlá - tedy, že lze v jednom okamžiku měnit jeden parametr nápravy, aniž by se změnily ty ostatní. To je v přímém kontrastu s nápravou se dvěma A-rameny, kde se při posunu ukotvení nebo při změně vůle v uložení mění dva nebo více parametrů.
Další výhody se týkají jízdy mimo silnice. Víceprvková náprava činí vozidlo flexibilnější, to znamená, že se náprava snadněji přizpůsobí měnícím se úhlům v terénu. Tedy vozidla s víceprvkovými nápravami jsou ideální pro sporty, jako je jízda po skalách nebo v poušti. Malá poznámka k použití víceprvkové nápravy pro závody v poušti: pro vyrovnání se s houpáním je potřeba dobrý příčný stabilizátor.

## Nevýhody víceprvkové nápravy
Víceprvková náprava je drahá a složitá. Je také obtížné vyladit geometrii bez plné 3D CAD analýzy. Plnění požadovaných parametrů pod zátěží je velmi důležité a musí být testováno v mnohatělesovém simulačním programu.